# Centro de Artes e Comunicação da Universidade Federal de Pernambuco

O Centro de Artes e Comunicação (CAC) da Universidade Federal de Pernambuco é o centro responsável por diversos cursos nas áreas de arquitetura, planejamento urbano, comunicação social, letras, expressão gráfica e diversas formas de arte.

## História
Fundado em 1975, surgiu da junção da Escola de Belas Artes, da Faculdade de Arquitetura, do Instituto de Letras e do Curso de Biblioteconomia e ocupa uma área de 15.500 metros quadrados, distribuídos entre salas de aula, Biblioteca Joaquim Cardozo, auditório, teatro, núcleos de pesquisas, laboratórios, hemeroteca e oficinas. O Centro é o polo de efervescência cultural da Universidade mas também mostra-se atento às questões sociais, através da Comissão de Direitos Humanos Dom Hélder Câmara, uma equipe formada por professores de diferentes áreas que realizam estudos, discussões e projetos de extensão em defesa da cidadania. O CAC mantém ações de extensão com a comunidade carente e oferece cursos para a população. A procura pelos serviços é grande, principalmente no Núcleo de Línguas e Culturas. Atualmente situa-se em um prédio baixo, ao lado do Centro da Filosofia e Ciências Humanas da UFPE.

## O edifício
O edifício do CAC foi concebido como parte de um projeto arquitetônico desenvolvido pelo arquiteto Reginaldo Steves em parceria com Adolfo Jorge, sendo construído entre 1973 e 1975. O edifício foi projetado para abrigar a Escola de Belas Artes, a Faculdade de Arquitetura, o Departamento de Letras e o Curso de Biblioteconomia. O projeto arquitetônico destaca-se pelo uso extensivo do concreto aparente e pela composição volumétrica dinâmica, que se integra à paisagem e se aproxima do conceito de Strata. Esse conceito, empregado pelo arquiteto Denys Lasdun em obras como o Teatro Nacional de Londres e a Universidade da Anglia Oriental, busca dissolver a ideia convencional de fachada principal e pavimentos nivelados, substituindo-os por uma estrutura interligada de passarelas e níveis distintos que se fundem com o ambiente urbano. É considerado como sendo de estilo brutalista
O CAC apresenta uma abordagem arquitetônica que vai além da adaptação volumétrica ao entorno. A desconstrução das fachadas principais e a configuração espacial do edifício resultam em uma releitura do conceito de Strata, adaptada ao clima e às demandas locais. O edifício possui três acessos distintos, localizados em diferentes fachadas, o que possibilita uma circulação fluida e diversificada. Suas fachadas são compostas por grandes volumes projetados para frente e para trás, incluindo elementos arquitetônicos expressivos, como uma gárgula de escoamento posicionada em um dos acessos principais. Esse detalhe exemplifica a atenção dos arquitetos ao tratamento estético e funcional da edificação, integrando elementos como um espelho d’água que suaviza a rigidez do concreto por meio de um efeito visual e sonoro.
Apesar da aparência externa maciça, os espaços internos do CAC são caracterizados por ambientes amplos e iluminados, organizados em torno de pátios ajardinados que favorecem a ventilação cruzada. Esses pátios desempenham um papel central no convívio social, servindo como pontos de encontro para estudantes de diferentes departamentos. Além disso, a disposição dos pátios pode ser associada ao conceito de centralidade espacial, ou hearth semperiano, refletindo sobre o papel social da arquitetura. Posteriormente, o CAC passou por ampliações, com a adição de novos blocos projetados pelos mesmos arquitetos. Essas expansões foram realizadas de maneira coerente com o conceito original, permitindo o crescimento do conjunto arquitetônico sem comprometer sua identidade. A continuidade na linguagem arquitetônica evidencia a flexibilidade do projeto inicial e reforça a visão projetual de Esteves, caracterizada pela integração cuidadosa entre forma, função e expressão estética.

### Reginaldo Steves
Reginaldo Luiz Esteves (Amaraji, Pernambuco, 1930) foi um arquiteto e artista plástico brasileiro. Durante sua infância, teve contato com artesãos de madeira, o que influenciou sua abordagem arquitetônica. Estudou arquitetura na Escola de Belas Artes de Pernambuco (EBAP) entre 1950 e 1954, tendo sido aluno de Mario Russo e Acácio Gil Borsoi. Sua trajetória profissional incluiu colaboração com projetistas como Hélio Coelho Correia e engenheiros como Arlindo Pontual, além de experiências em escritórios de arquitetura na França e na Suíça.
Esteves conciliou sua formação acadêmica com intensa prática profissional, atuando no Escritório Técnico de Cooperação Urbanística e Rural (ETCUR) sob a coordenação de Russo. Fundou, em 1964, a empresa Castro & Esteves, responsável por diversos projetos institucionais e industriais, incluindo a Fábrica de Carros Willys, premiada pelo Instituto de Arquitetos do Brasil (IAB-PE). Trabalhou também em parceria com Vital Pessoa de Melo no projeto do edifício da Companhia Elétrica de Pernambuco (CELPE). Suas obras são caracterizadas pela ênfase na estrutura e no uso de soluções plásticas e funcionais adaptadas ao clima tropical, como coberturas em "shed" e paredes de combogós.
Além de sua atuação como arquiteto, Esteves foi professor visitante na Escola da Forma em Neu-Ulm, Alemanha. Defensor da existência de uma "Escola de Recife", via sua obra como parte da tradição regionalista inspirada em Gilberto Freyre e na arquitetura climática desenvolvida por Luiz Nunes e seus sucessores. Projetou edifícios marcantes como a Biblioteca Pública, a sede da CHESF e o DETRAN, consolidando-se como um dos principais nomes da arquitetura pernambucana moderna.